# Maldonado, Urugvaj
Maldonado je grad u Urugvaju, središte istoimenog departmana.

## Povijest
Grad Maldonado je osnovan 19. listopada 1755. godine zalaganjem guvernera Montevidea Joaquina de Viana. Godine 1757. su to područje naseljavala 104 stalna doseljenika. Njegov izvorni naziv bio je "Maldonado", ali je kasnije naziv je promijenjen u "San Fernando de Maldonado", u čast kralja Ferdinanda VI. Španjolskog. Status "Ciudada" (grada) je stekao prije neovisnosti Urugvaja. Danas naziv grada glasi samo "Maaldonado".

## Stanovništvo
Prema popisu stanovništva iz 2011. godine, grad Maldonado je imao 62.590 stanovnika.
| Godina | Stanovništvo |
| ------ | ------------ |
| 1908.  | 4.431        |
| 1963.  | 15.005       |
| 1975.  | 22.762       |
| 1985.  | 33.535       |
| 1996.  | 48.936       |
| 2004.  | 54.603       |
| 2011.  | 62.590       |

- Izvor: Državni statistički zavod Urugvaja.[2]

## Poznate osobe
- Alberto Abdala (1920. – 1986.), potpredsjednik Urugvaja od 1967. do 1972.
- Fernando Clavijo (1956. - ), urugvajski nogometaš
- Johnny Aquino (1978. - ), urugvajski nogometaš[3]
- Martín Campaña (1989. - ), urugvajski vratar[4]